# Formatge de pasta premsada

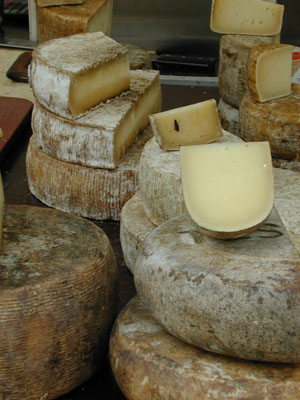
Formatge dur al mercat de Basilea, Suïssa

Els formatges de pasta premsada o formatges de pasta dura tenen en comú una pasta molt ferma, de consistència que va des de suau i fàcil de tallar fins a aspra i granulada. Per als formatges de pasta dura, un cop esmicolada la massa, es realitza una cocció lenta entre 40° i 50 °C, amb agitació de la massa a fi d'aconseguir una millor eliminació del sèrum. Després del premsatge, aquests formatges es comprimeixen en premses especials, per tal d'eliminar-ne el sèrum lacti.
Alguns dels formatges de pasta dura més comuns són: a Europa central l'Emmental (Suïssa) o el formatge alpí (Alpkäse, Hartkäse), a Suïssa també el gruyère o Gruyerze, a Itàlia el grana, el parmesà, el provolone, el pecorino i el caciocavallo, a Espanya el manxego, a Anglaterra el cheddar i el cheshire, al Nord d'Europa l'Herrgardsost (Suècia), el jarlsberg (Noruega) l'havarti (Dinamarca), i el gouda (Països Baixos), als Balcans i Turquia el kaixkaval o katxkaval (cașcaval, кашкавал, kaşkaval, качкаваљ, kačkavalj o kaçkavalli), a Grècia el graviera, kefalotiri i kefalograviera, i a Amèrica el cheddar.
La formació de forats per la fermentació de l'àcid propiònic és típica d'alguns formatges de pasta dura, com l'Emmental o el Gruyère. Altres formatges de pasta dura, com el Parmesà o el Sbrinz amb grànul petit i reescalfament, no mostren formació de forats o aquests són molt petits. Al contrari, es distingeixen per una consistència especialment ferma, fins i tot dura, i per una textura granulada. Les altres dues famílies es distingeixen per un tractament especial de la quallada.
En el Chedar i els seus «parents» es deixa condensar el grànul després de la seva separació del sèrum, es torna a acidificar, es trosseja després la pasta quallada, s'assaonen els trossos, es modela i es cura. Els formatges d'aquesta família poden caracteritzar-se com a «formatges acidificats i assaonats en quallada». Els formatges de pasta cuita i pastada passen per un estadi de separació del sèrum, coagulació del grànul, acidificat i fragmentació de la pasta de quallada. La pasta esmicolada és cuita amb aigua calenta i després pastada, als formatges filats, a més és filada, modelada, assaonada i curada.
Hi ha dues subfamílies:
- formatge de pasta premsada cuita
- formatge de pasta premsada no cuita